# Княжнін Борис Якович
Княжнін Борис Якович (рос. Борис Яковлевич Княжнин; 1777 — 1854) — російський військовий періоду наполеонівських воєн, генерал від інфантерії Російської імператорської армії.

## Біографія
Належав до старовинного дворянського роду зі Псковщини. Син відомого драматурга Якова Борисовича Княжніна (1742—1791) від його шлюбу з письменницею, Катериною Олександрівною Сумароковою (1746—1797). Онук за материнскою лінією поета Сумарокова А. П. Молодший брат Княжнина О. Я.
Виховуючись вдома, він дев'яти років від народження був зарахований в Ізмайлівський полк фур'єром (нижній чин унтер-офіцерського звання); на дійсну службу з'явився 1793 року. У 1796 році був випущений з гвардії в армію капітаном і зарахований до Санкт-Петербурзького гренадерського полку, а через два роки переведений в Ярославль, в мушкетерський генерал-майора Лейтнера, що формувався тоді, полк, де і залишався до 1804 року, коли вийшов у відставку. Наприкінці 1806 року, на початку Другої війни з Наполеоном, він знову прийнятий на службу майором. брав участь у кампанії 1807 і був 20 травня 1808 нагороджений орденом Святого Георгія 4-го кл.
У 1809 році став підполковником і призначений командиром мушкетерського графа Аракчеєва полку, в полковники проведений 7 листопада 1811 року .
Після вторгнення армії Наполеона у межі Російської імперії, зі своїм полком, який входив до складу 1-ї бригади 1-ї гренадерської дивізії 3-го піхотного корпусу 1-ї Західної армії, брав участь у низці битв французько-російської війни 1812 року.
Після вигнання ворога з Росії, взяв участь у закордонному поході російської армії де був поранений.
15 вересня 1813 удостоєний чину генерал-майора.
Після закінчення війни займався влаштуванням військових поселень у Новгородській губернії.
22 серпня 1826 отримав чин генерал-лейтенанта. 30 січня 1826 року було призначено Санкт-Петербурзьким обер-поліцмейстером, а через два роки сенатором. У 1828—1829 роках обіймав також посаду начальника штабу командуючого у Санкт-Петербурзі та Кронштадті.
З 1829 по 1832 рік був військовим губернатором у Києві. Активно сприяв придушенню польських загонів під час Листопадового повстання. Окрім цього приділяв увагу становищу юдейського населення, яке підозрював у можливій змові з поляками. Водночас Княжнин висловив невдаволення, що торгівля у губернії переважно перебуває в руках жидів. Тому активно сприяв переселенню до Києва російських купців. 
Потім був першоприсутнім в 1 відділенні 5-го департаменту Сенату; 6 червня 1832 року призначений членом заснованого 1 травня того ж року генерал-аудиторіату військового міністерства.
У 1835 році Княжнин відряджений, разом із сенатором В. І. Болгарським, до Новочеркаська для приведення там у дію найвищо затвердженого 26 травня 1835 Положення про управління Донським військом.
У 1837 році Княжнину наказано, до остаточного устрою управління державними майнами, бути присутнім в встановленій для того тимчасовій раді, а зі скасуванням останнього — у раді новоствореного міністерства державного майна.
З 1838 р. він перебував у відрядженні для обревізування Новгородської губернії до 1840 р., коли був звільнений від присутності у раді міністерства державних майн. 10 жовтня 1843 отримав звання генерал від інфантерії, а в 1846 р. залишений відсутнім сенатором.
Помер у Петербурзі в 1854 від холери Похований на Смоленському православному цвинтарі у Петербурзі.

### Київське губернаторство
Під час перебування у Києві Княжнін був учасником придушення Листопадового повстання спрямованого на визвольну боротьбу польского населення. У Києві розбиралися справи тих громадян, які були причетні до цього повстання. Місто жило тоді за «Магдебурзьким правом», громадянська влада належала польським землевласникам. Поляків-католиків, які мали право голосу, у Києві було 42 тисячі, а російських дворян - одна тисяча.
У 1831 році за його згоди та підтримки лютеранській та католицькій громадам було офіційно надано землі під поховання на високому правому березі річки Либідь, де згодом виникло Байкове кладовище. Того ж року надав дозвіл на археологічні розвідки Кіндратом Лохвицьким Золотих воріт (фактично розпочато вже за наступного губернатора — Василя Левашова).

## Нагороди
російська імперія:
- Орден Святого Георгія 4 ст. (1808)[5]
- Золота шпага «За хоробрість» (1814)
- Орден Святої Анни 1 ст. (1814)
- Алмазні знаки до Ордену Святої Анни 1 ст. (1827)
- Орден Святого Олександра Невського (1830)
- Алмазні знаки до Ордену Святого Олександра Невського (1831)
- Орден Святого Володимира 1 ст. (1836)
- Відзнака за XLV років бездоганної служби (1850)

іноземні:
- Прусський орден Pour le Mérite (1814)
- Прусський Орден Червоного Орла 2 ст. (1814)

## Літературна діяльність
Будучи улюбленцем Аракчеєва, Княжнін написав книгу: «Біографії штаб і обер-офіцерів гренадерського графа Аракчеєва полку, що поклали життя своє, захищаючи государя та батьківщину в битвах 1812, 1813 і 1814 років», 1816 рік. Ця книга, що складається з 108 сторінок, містила в собі 13 біографій і коротку історію полку Аракчеєва, з 1808 по 1815 роки. Княжнин писав також вірші, у тому числі була надрукована лише ода його Олександру I 1815 року. Перебував у приятельських відносинах з Батюшковим, Гнедичем та деякими іншими письменниками. Був знайомий із В. І. Панаєвим.